# Speed of Light (Corbin Bleu)
Speed of Light è il secondo album in studio del cantante pop statunitense Corbin Bleu, pubblicato nel 2009.

## Il disco
Per promuovere l'album, il cantante è stato ospite di numerosi programmi televisivi, tra cui il Today Show. Intervistato in merito a Speed of Light, Bleu ha dichiarato:

“Ho avuto la possibilità di essere realmente coinvolto nella scrittura delle tracce e dei testi, in tutto. È un'esperienza molto personale e l'album stesso è una combinazione di suoni diversi, elettronica, R & B, pop ed è sicuramente qualcosa che si può suonare ad alto volume nei club.”

## Critica
Secondo il critico Stephen Thomas Erlewine di AllMusic: “Bleu ha portato a termine un album che ricorda FutureSex/LoveSounds, ma senza sesso; ha synth scintillanti, un sound freddo, ma canta ancora di amori adolescenziali, continuando ad essere un teen idol. Speed of Light può essere riassunto in questa maniera per intero: così tanto di questo album è avvolto in fili presi in prestito da Timberlake e da Timbaland che è facile dimenticarsi degli elementi persistenti di Radio Disney, anche quando, all'inizio del disco, arriva "Moments That Matter", il pezzo forte.”

## Singoli
"Moments That Matter" è il primo singolo dell'album, ed è presente nel film Free Style in cui lo stesso Corbin Bleu ha recitato. Il video completo, preceduto dalla pubblicazione di un teaser, è comparso in anteprima sulla pagina Myspace del cantante.
Il video del singolo "Celebrate You" è stato pubblicato nel gennaio 2009. Bleu ha cantato la canzone a Disneyland durante il 25º anniversario della Walt Disney World Christmas Day Parade. Il singolo, inoltre, è stato canzone ufficiale del Celebration Year e della campagna "What Will You Celebrate?" presso il resort Disneyland.

## Tracce
1. Moments That Matter (Hudson, Eric/Kelly, Claude/Bleu, Corbin) – 4:52
2. Fear of Flying (Seals, Brian Kennedy/Kelly, Claude) – 4:27
3. Angels Cry (Hudson, Eric/Kelly, Claude) – 3:31
4. My Everything (Seals, Brian Kennedy/Kelly, Claude) – 2:52
5. Paralyzed (Seals, Brian Kennedy/Kelly, Claude) – 2:51
6. Willing to Go (Thomas, Terry "MaddScientist"/Thomas, Theron) – 3:38
7. Speed of Light (Seals, Brian Kennedy/Kelly, Claude) – 4:18
8. Champion (Hudson, Eric/Kelly, Claude/Bleu, Corbin) – 3:42
9. Close (Hudson, Eric/Kelly, Claude) – 3:20
10. Whatever It Takes (Hudson, Eric/Kelly, Claude) – 4:03
11. Rock 2 It (Seals, Brian Kennedy/Wakili, Mansa/Kelly, Claude) – 3:34

### Bonus Tracks
1. Celebrate You (Nevil, Robbie/Gerrard, Matthew) – 3:10
2. Bodyshock (Rotem, J. R./Bogart, Evan/Bleu, Corbin) – 3:07

## Uscita per paese
| Regione               | Data           |
| --------------------- | -------------- |
| Stati Uniti d'America | 10 marzo 2009  |
| Argentina             | 12 marzo 2009  |
| Hong Kong             | 16 marzo 2009  |
| Brasile               | 24 marzo 2009  |
| Germania              | 3 aprile 2009  |
| Francia               | 6 aprile 2009  |
| Regno Unito           | 16 aprile 2009 |
| Europa                | 16 aprile 2009 |
| Giappone              | 12 giugno 2009 |